# Seba-en-Sopdet
Seba-en-Sopdet, Name eines Dekansterns, ist wahrscheinlich mit Saiph (κ Orion) gleichzusetzen. 

## Mythologische Verbindungen
| F37B |

| F37B |

## Stundenansetzungen
| Beginn der altägyptischen Nachtstunden für Seba-en-Sopdet im Jahr 1463 v. Chr. |                      |                          |
| Nachtstunde                                                                    | Ägyptischer Kalender | Gregorianischer Kalender |
| 12                                                                             | 16. Achet I          | 26. August               |
| 11                                                                             | 1. Achet II          | 10. September            |
| 5                                                                              | 16. Achet IV         | 24. November             |